# Lampa (Peru)

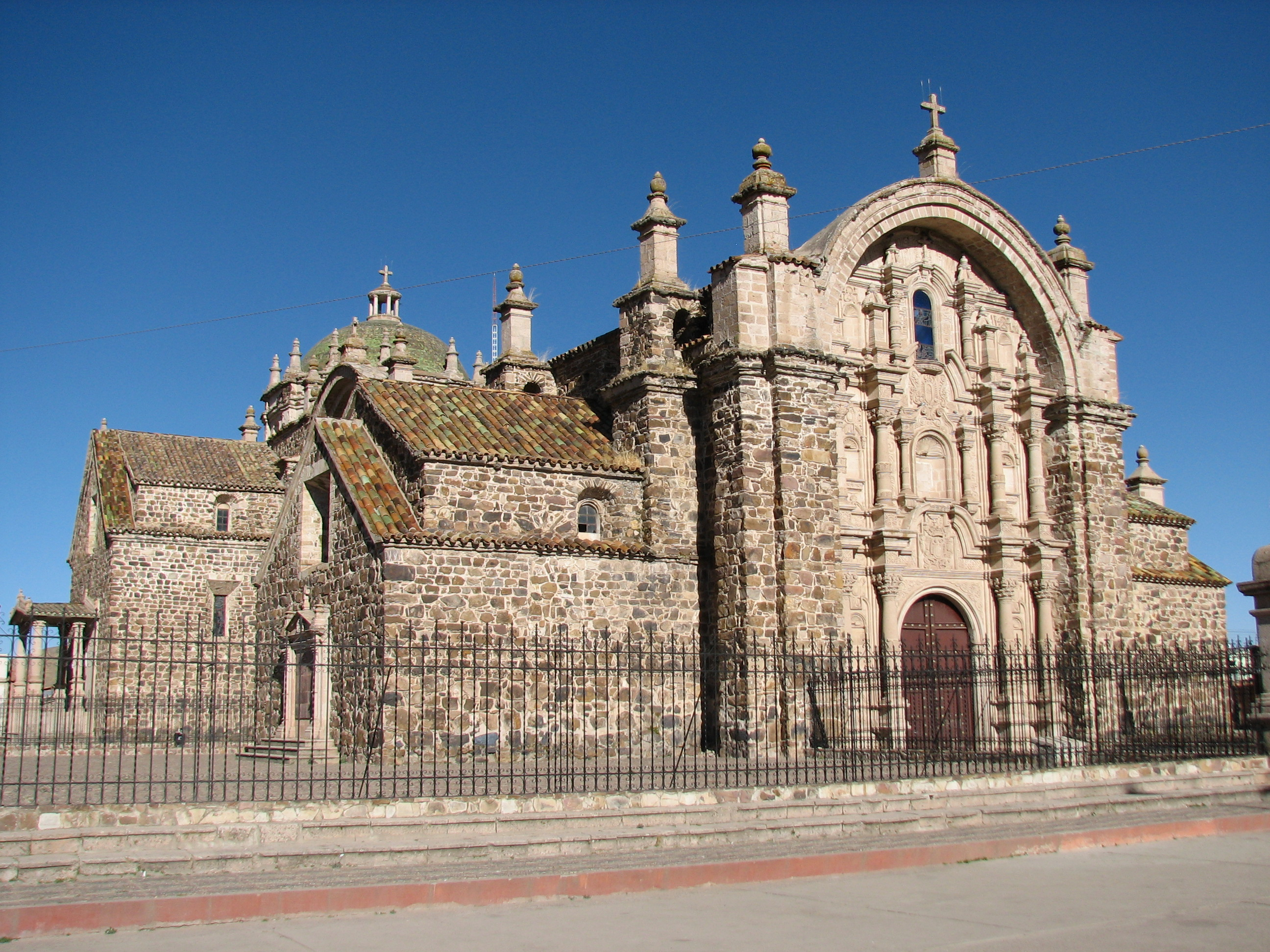
Kościół Inmaculada Concepción w Lampie

Lampa – miasto w Peru, w regionie Puno, stolica prowincji Lampa. W 2008 liczyło 4 796 mieszkańców.
Miasto nazywane jest La Ciudad Rosada (Różowe Miasto) ze względu na charakterystyczną różową zabudowę mieszkalną. Najcenniejszym zabytkiem jest kolonialny kościół Inmaculada Concepción .